# Seranville
Seranville é uma comuna francesa na região administrativa de Grande Leste, no departamento de Meurthe-et-Moselle. Estende-se por uma área de 5,37 km². Em 2010 a comuna tinha 102 habitantes (densidade: 19 hab./km²).